# Atlantarctia tigrina
Atlantarctia tigrina (syn. Arctia fasciata) is een nachtvlinder uit de familie van de spinneruilen (Erebidae), onderfamilie beervlinders (Arctiinae). De soort komt voor op het Iberisch Schiereiland, in het zuiden van Frankrijk en in Italië. De soort gebruikt vele plantensoorten als waardplanten, met name uit de geslachten Syringa, Euphorbia en Genista.